# Jeunesses Musicales Deutschland

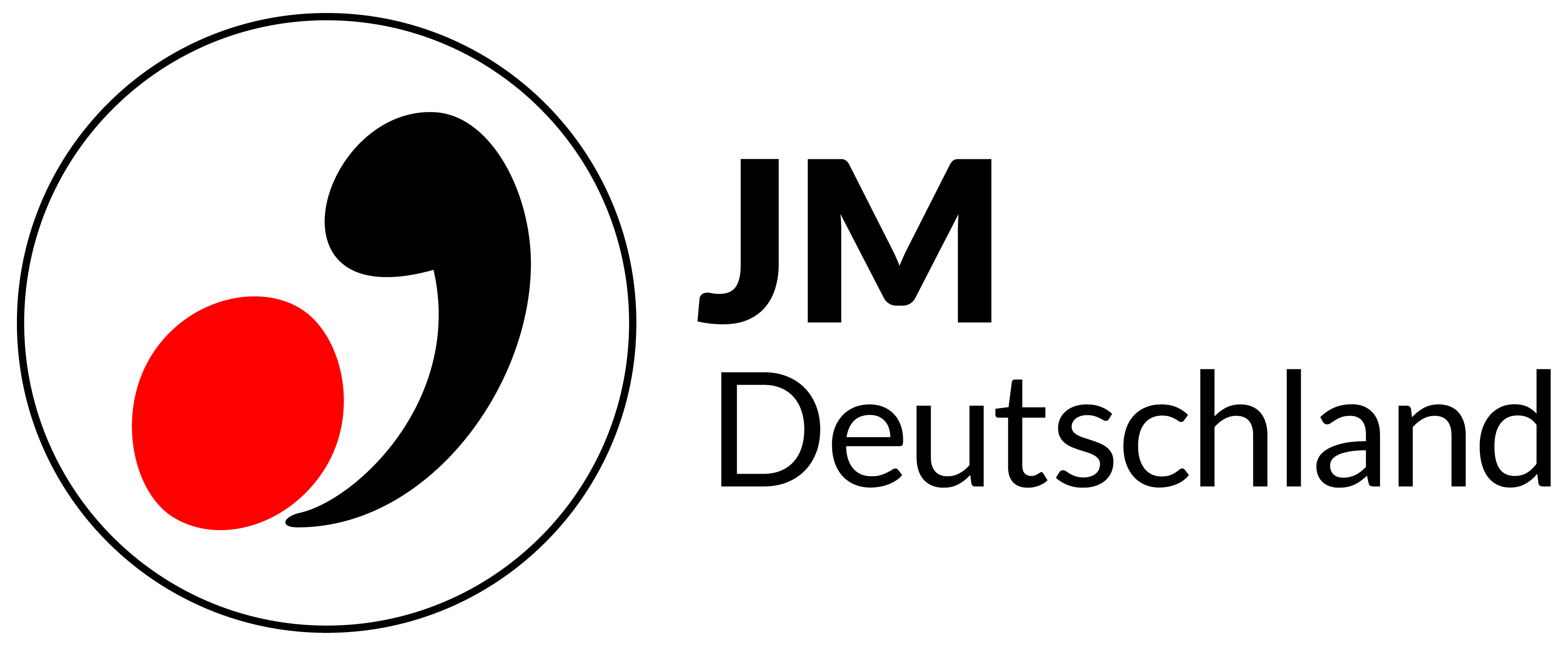
Logo der Jeunesses Musicales Deutschland

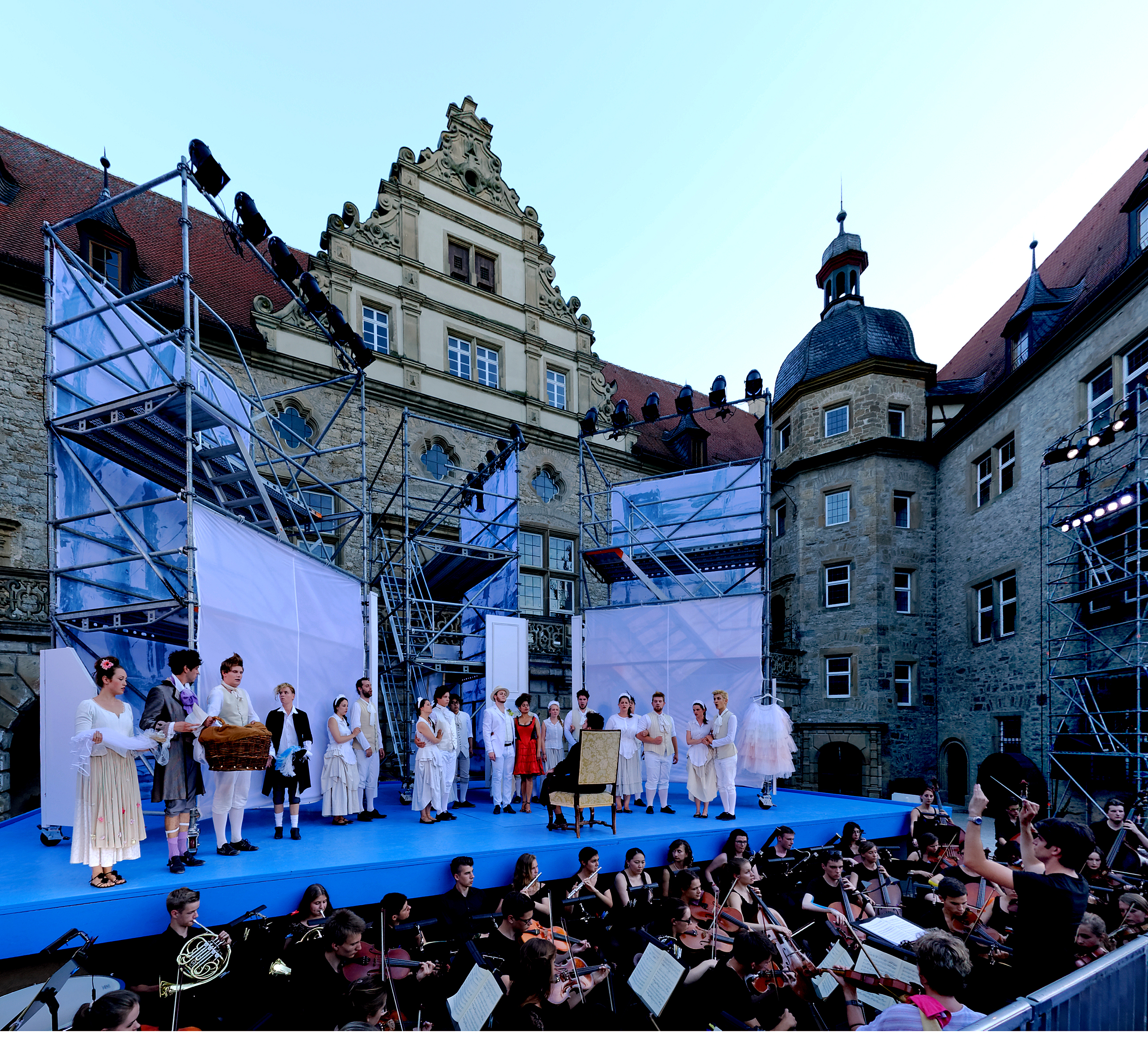
Opernaufführung (Hochzeit des Figaro) im Schlosshof Weikersheim.

Der Jeunesses Musicales Deutschland e. V. (JM Deutschland) ist die deutsche Sektion der Jeunesses Musicales international (JM) und betreibt in Schloss Weikersheim eine Musikakademie, das World Meeting Center der JMI. Sie ist ein gemeinnütziger Verein mit Sitz in Weikersheim und wurde 1950 als Musikalische Jugend Deutschland e. V. in Bayreuth gegründet.

## Aufgaben
Die JMD ist für rund 300 Mitgliedsorchester mit etwa 15.000 Jugendlichen der Fachverband der Jugendorchester und Jugend-Ensembles in Deutschland. Sie ist Zentralstelle für die Vergabe von Mitteln des Bundesministeriums für Familie, Senioren, Frauen und Jugend (BMFSFJ) für den internationalen Jugendaustausch (KJP-Mittel Internationale Jugendbegegnung).
Die JMD veranstaltet bundesweit über 50 Kurse für junge Musiker in Schloss Weikersheim und regional in den JM-Landesverbänden.
Sie ist Gründer und Ausrichter von Wettbewerben wie Jugend komponiert (seit 1974), dem Deutschen Jugendorchesterpreis oder dem Interpretationswettbewerb Verfemte Musik und vergibt jährlich seit 1991 den Würth-Preis der Jeunesses Musicales Deutschland. Seit 1961 veranstaltet sie in Schloss Weikersheim alle zwei Jahre eine internationale Opernakademie.
Die JM Deutschland ist Gründungsmitglied des Wettbewerbs Jugend musiziert, dem Netzwerk Junge Ohren und der Initiative KomPaed.

## Geschichte
Nachdem sich 1945 die Federation Internationale des Jeunesses Musicales (FIJM) in Belgien und Frankreich mit dem Ziel der Völkerverständigung gegründet hatte, erfolgte die Gründung der deutschen Sektion als Musikalische Jugend Deutschlands (MJD) 1950 in Bayreuth. 1953 wurde der Sitz der Geschäftsstelle nach München verlegt. Offizielles Organ der MJD ist seitdem die Neue Musikzeitung (nmz), damals Musikalische Jugend – jeunesses musicales.

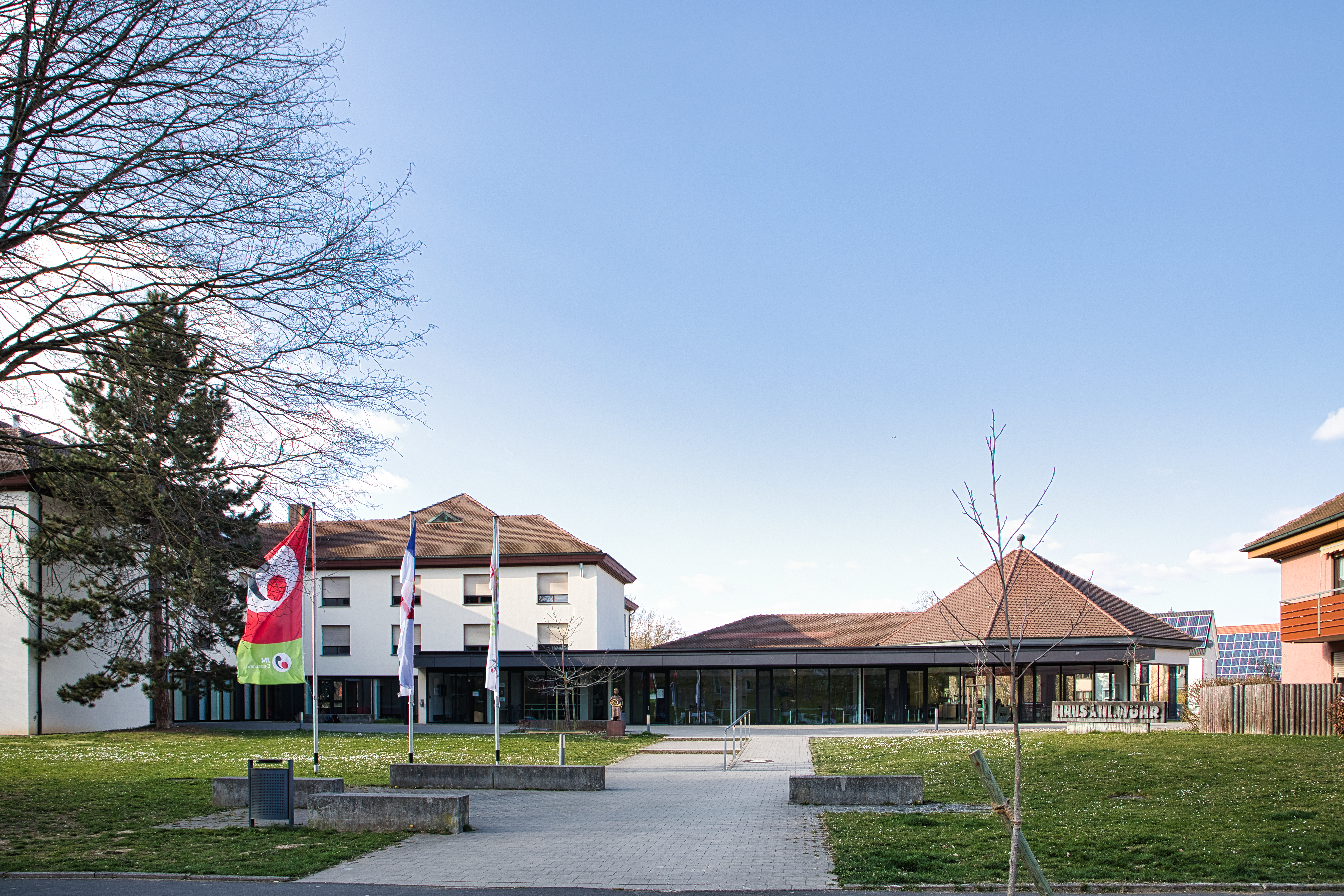
Eingang des Logierhauses der Musikakademie in Weikersheim

Seit 1956 leitete der Musikalische Jugend Deutschlands e. V. die Internationalen Sommerkurse für Kammermusik und Orchester in Schloss Weikersheim. 1965 entstand daraus die erste Opernaufführung im Schlosshof,  Fidelio von Ludwig van Beethoven. 1967 erwarb das Land Baden-Württemberg das Schloss Weikersheim, das zum Sitz einer musikalischen Bildungsstätte der MJD werden sollte und nach der Renovierung großer Teile des Schlosses 1985 eingeweiht wurde. 1978 wurde der Sitz des Generalsekretariats der MJD nach Weikersheim verlegt. In zunehmendem Maße wurden Kurse unterschiedlicher Art und Thematik auch außerhalb der Sommersaison durchgeführt. Um eine engere Verbindung mit dem Jeunesses Musicales Weltverband zu zeigen, nannte sich der Verband 1992 in Jeunesses Musicales Deutschland e. V. um und übernahm das Logo der JMI.

## Vereinsstruktur
Die Vereinsmitglieder wählen im Drei-Jahres-Turnus aus ihrer Mitte ein geschäftsführendes Präsidium, bestehend aus Präsident und drei Vizepräsidenten sowie fünf weiteren Präsidiumsmitgliedern. In den Bundesländern ist die JMD mit derzeit 13 Landesverbände präsent, zumeist eigenständige Vereine.
2002 gründete die JMD eine gemeinnützige Stiftung bürgerlichen Rechts. Dies wurde durch den Nachlass Albrecht Beckers sowie Zustiftungen namentlich durch Thomas Busch (Walbusch) und Klaus Berge ermöglicht, die auch zusammen mit dem derzeitigen JMD-Präsidenten Johannes Freyer den Stiftungsvorstand bilden.
Die JMD wird unterstützt durch den Verein Freunde der Jeunesses Musicales Deutschland e. V.